# Armando Castellazzi
Armando Castellazzi (Milánó, 1904. február 7. – Milánó, 1968. január 3.) világbajnok olasz labdarúgó, fedezet, edző.

## Pályafutása

### Klubcsapatban
1924 és 1936 között teljes pályafutását az Ambrosiana-Inter csapatánál töltötte, ahol egy bajnoki címet szerzett (1929–30) az együttessel.

### A válogatottban
1929 és 1934 között három alkalommal szerepelt az olasz válogatottban. Tagja volt az 1934-es világbajnoki címet nyert csapatnak.

### Edzőként
1936 és 1938 között az Ambrosiana-Inter vezetőedzője volt. Az 1937–38-as idényben bajnoki címet nyert a csapattal.

## Sikerei, díjai

### Játékosként
Olaszország
- Világbajnokság
  - világbajnok: 1934, Olaszország

 Ambrosiana-Inter
- Olasz bajnokság (Serie A)
  - bajnok: 1929–30

### Edzőként
Ambrosiana-Inter
- Olasz bajnokság (Serie A)
  - bajnok: 1937–38